# Chaqueta de salón

Chaqueta de botonadura sencilla y cruzada.

Una chaqueta de salón, también llamada chaqueta de vestir o chaqueta de traje, es una chaqueta en la ropa masculina clásica que forma parte de un traje.

## Historia
La chaqueta era originalmente una chaqueta de trabajo que se puso de moda debido a la Revolución francesa. Era popular entre los marineros y en el siglo XIX se convirtió en una prenda de vestir común para deportes y recreación.
En la década de 1870 nació el traje, que al principio fue recibido con gran escepticismo y considerado principalmente como ropa de ocio. En particular, lo que se puso de moda a finales de la década de 1870 fue un traje de cuadros grandes con pantalones arremangados hasta la rodilla.
A partir de 1860, todos los componentes del traje comenzaron a coserse a partir de un tejido uniforme. Hoy en día, las chaquetas vienen en diferentes largos, pero la clásica es aquella en la que la chaqueta cubre las nalgas, las mangas llegan hasta la muñeca y el puño de la camisa se extiende un par de centímetros desde debajo de la manga de la chaqueta.

## De botonadura sencilla y cruzada
La mayoría de las chaquetas de traje de una sola botonadura tienen dos o tres botones, y uno o cuatro botones son inusuales (excepto las chaquetas de esmoquin a menudo tienen solo un botón). Es raro encontrar una chaqueta de traje con más de cuatro botones, aunque los zoot suit pueden tener hasta seis o más debido a su mayor longitud. También hay variación en la ubicación y el estilo de los botones, ya que la ubicación de los botones es fundamental para la impresión general de altura que transmite la chaqueta. El botón central o superior generalmente queda bastante alineado con la cintura natural. Las chaquetas cruzadas solo tienen la mitad de los botones exteriores funcionales, ya que la segunda fila es solo para exhibición, lo que obliga a que vengan en pares. Algunas chaquetas raras pueden tener tan sólo dos botones, y durante varios períodos, por ejemplo los años 1960 y 1970, se vieron hasta ocho. Lo típico son seis botones, de los cuales dos son cada uno; el último par flota sobre la superposición. Los tres botones de cada lado pueden en este caso estar en línea recta (disposición «clave») o, más comúnmente, el par superior está a la mitad de distancia que cada par en el cuadrado inferior. Una chaqueta cruzada de cuatro botones generalmente se abotona formando un cuadrado. La disposición de los botones y la forma de la solapa están coordinados para dirigir la mirada del observador. Por ejemplo, si los botones están demasiado bajos o el pliegue de la solapa es demasiado pronunciado, los ojos se desvían de la cara y la cintura parece más grande.

## Solapas
Las solapas de la chaqueta pueden ser entalladas (también llamadas escalonadas), puntiagudas  o de corte recto (también llamadas en forma de chal). Cada estilo de solapa tiene connotaciones diferentes y se usa con distintos cortes de traje. Las solapas con muesca son las más comunes de las tres y normalmente solo se encuentran en chaquetas de botonadura sencilla. Se distinguen por una muesca de 75 a 90 grados en el punto donde la solapa se une al cuello. Las solapas puntiagudas tienen bordes afilados que apuntan hacia arriba, en dirección a los hombros. Las chaquetas cruzadas suelen tener solapas puntiagudas, aunque también pueden encontrarse solapas puntiagudas en chaquetas de botonadura sencilla. La capacidad de cortar correctamente las solapas de pico en un traje de botonadura sencilla es una de las tareas de sastrería más desafiantes, incluso para sastres muy experimentados. Las solapas tipo chal son un estilo derivado de la vestimenta informal de noche victoriana y, como tal, normalmente no se ven en chaquetas de traje, excepto en esmóquines o trajes de noche.

solapa con muesca

solapa puntiaguda

solapa de chal

El ancho de la solapa es un aspecto variable de los trajes y ha cambiado a lo largo de los años. Las décadas de 1930 y 1970 se caracterizaron por tener solapas excepcionalmente anchas, mientras que a finales de la década de 1950 y la mayoría de la de 1960 estaban de moda los trajes con solapas muy estrechas — a menudo de solo una pulgada de ancho —. En la década de 1980 se empezaron a utilizar solapas de tamaño mediano con una garganta baja (el punto de la chaqueta que forma la muesca o pico entre el cuello y la solapa delantera).
Las solapas también tienen un ojal, destinado a colocar un ramillete, una flor decorativa. Hoy en día, es común verlos sólo en eventos más formales. Por lo general, los trajes cruzados tienen un agujero en cada solapa (con una flor justo a la izquierda), mientras que los trajes de botonadura sencilla tienen solo una a la izquierda.

## Bolsillos
La mayoría de las chaquetas tienen una variedad de bolsillos interiores y dos bolsillos exteriores principales, que generalmente son bolsillos de parche, bolsillos con solapa o bolsillos con ojal. El bolsillo de parche, con su única pieza de tela extra cosida directamente en la parte delantera de la chaqueta, es una opción deportiva que a veces se ve en trajes de lino de verano u otros estilos informales. El bolsillo con solapa es estándar para los bolsillos laterales y tiene una solapa adicional forrada de tela a juego que cubre la parte superior del bolsillo. Un bolsillo con abertura es el más formal, con una pequeña tira de tela que cubre la parte superior e inferior de la abertura para el bolsillo. Este estilo se ve con mayor frecuencia en prendas formales, como una chaqueta de esmoquin.
El bolsillo del pecho suele estar en el lado izquierdo, donde se puede colocar un pañuelo de bolsillo.
Además de los dos bolsillos exteriores estándar y el bolsillo del pecho, algunos trajes tienen un cuarto bolsillo, el bolsillo para billetes, generalmente ubicado justo encima del bolsillo derecho y con aproximadamente la mitad de ancho. Si bien originalmente esto era una característica exclusiva de los trajes de campo, que se usaban para guardar cómodamente un boleto de tren, ahora se ve en algunos trajes de ciudad. Otra característica del campo que también se usa a veces en las ciudades es un par de bolsillos para montar a caballo, que son similares a los normales, pero inclinados; esto fue diseñado originalmente para hacer que los bolsillos fueran más fáciles de abrir a caballo mientras se monta a caballo.

## Mangas
Las chaquetas de traje en todos los estilos suelen tener tres o cuatro botones en cada puño, que a menudo son puramente decorativos (la manga suele estar cosida y no se puede desabrochar para abrirla). Aunque los botones de las mangas normalmente no se pueden desabrochar, la costura es tal que parece que sí se pueden desabrochar. Los botones de puño funcionales se pueden encontrar en trajes de alta gama o hechos a medida; esta característica se denomina puño de cirujano o ojales de trabajo. Algunos usuarios dejan estos botones desabrochados para revelar que pueden permitirse un traje a medida. Una «manga con puño» tiene una longitud adicional de tela doblada hacia atrás sobre el brazo, o algún ribete o costura sobre los botones para hacer alusión al borde de un puño. Esto era popular en la era eduardiana, como una característica de la vestimenta formal, como la levita, que luego se trasladaron a la vestimenta informal, pero ahora es poco común.

## Aberturas
Una abertura es una hendidura en la parte inferior trasera (la cola) de la chaqueta. Originalmente, las aberturas eran una opción deportiva, diseñadas para facilitar la conducción, por lo que son tradicionales en las chaquetas de montar a caballo, abrigos formales como el chaqué y, por motivos prácticos, en los abrigos. Hoy en día existen tres estilos de ventilación: el estilo de ventilación simple (con una ventilación en el centro), el estilo sin ventilación y el estilo de ventilación doble (una ventilación en cada lado). Las aberturas son convenientes, particularmente cuando se usa un bolsillo o se está sentado, para mejorar la caída de la chaqueta, por eso ahora se usan en la mayoría de las chaquetas. Las chaquetas sin aberturas se asocian con la sastrería italiana, mientras que el estilo con doble abertura es típicamente británico. Las chaquetas de esmoquin tradicionalmente no tienen aberturas.

## Material
Las chaquetas suelen estar hechas de tejido de lana, pero también están disponibles otros tejidos como el algodón, el lino y el terciopelo. El tweed se utiliza ampliamente en el Reino Unido.